# ريشيريفوجي
ريشيريفوجي  هي بلدية في اليابان، وبلدة في اليابان، تقع في Sōya Subprefecture ‏، بلغ عدد سكانها 2,559  نسمة وذلك حسب إحصائيات سنة 2018، تبلغ مساحتها 105.69 كيلومتر مربع.

## الموقع
تشترك في الحدود مع:
- ريشيري.